# Kurtiella pellucida
Kurtiella pellucida ist eine Muschelart aus der Familie der Linsenmuscheln (Montacutidae).

## Merkmale
Das gleichklappige Gehäuse ist im Umriss annähernd rechteckig. Es wird bis 10 mm lang. Das Länge/Höhe-Verhältnis ist bei juvenilen Exemplaren etwa 1,4, bei erwachsenen Exemplaren etwa 1,3. Die Gehäuse sind deutlich ungleichseitig, die opisthogyren Wirbel liegen etwa ein Drittel der Gehäuselänge vom Hinterende entfernt. Es ist zum unteren Vorderende deutlich verlängert. Der vordere Dorsalrand ist fast gerade bis leicht konkav gekrümmt; er fällt zum Vorderende nur flach ab. Der Vorderrand wirkt durch einen (gerundeten) Knick vom Dorsalrand zum Vorderrand leicht abgestutzt. Der Übergang vom Vorderrand zum Ventralrand ist eng gerundet. Der hintere Dorsalrand ist ebenfalls fast gerade, fällt aber etwas steiler ab als der vordere Dorsalrand. Der Übergang vom Ventralrand zum Hinterrand ist nicht ganz so abrupt wie der vordere Übergang, aber auch der Hinterrand wirkt etwas abgestutzt. Der Übergang zum Ventralrand ist ebenfalls etwas weiter gerundet als der vordere Übergang. Der Ventralrand ist flach konvex gekrümmt. Der Innenrand des Gehäuses ist glatt. Das Ligament liegt intern in einer weiten Vertiefung unter den Wirbeln. In der rechten Klappe sind ein kurzer vorderer und ein hinterer Lateralzahn vorhanden, die beide deutlich vom Dorsalrand abgesetzt sind In der linken Klappen sind ebenfalls zwei Lateralzähne vorhanden. Sie sind allerdings Erweiterungen des Dorsalrandes und außerdem deutlich kürzer als in der rechten Klappe. Der Divergenzwinkel der beiden Lateralzähne beträgt in der rechten Klappe etwa 90°, in der linken Klappe etwa 150°. Die Area ist deutlich abgesetzt, jedoch sehr schmal.
Die weißliche Schale ist dünn und zerbrechlich. Die Oberfläche ist glatt mit feinen randparallelen Streifen. Die Mantellinie ist nicht eingebuchtet. Der blassgelbbraune bis schmutzigweiße Prodissoconch ist 380 bis 480 µm lang. Der Prodissoconch I ist deutlich demarkiert und misst 120 bis 130 µm in der Länge. Er weist fünf bis sechs schmale radiale Linien auf. Der Prodissoconch II zeigt dagegen randparallele Anwachslinien.

## Geographische Verbreitung und Lebensraum
Die Art wurde bisher im Mittelmeer (Sizilien, Alboran-See), südwestlich von Portugal nachgewiesen. Die Art lebt in tieferem Wasser von 165 Meter bis in etwa 700 Meter Wassertiefe.
Sie kommt dort in kiesigen Sedimenten bestehend meist aus Schalenbruchstücken vor. Bisher konnte die Art noch mit keinem Wirt in Verbindung gebracht werden.

## Taxonomie
John Gwyn Jeffreys begründete die Art im Jahre 1881. Sie wurde von Gofas & Salas 2007 in die Gattung Kurtiella transferiert. Sie wird von MolluscaBase als gültiges Taxon akzeptiert.

## Belege

### Online
- Marine Bivalve Shells of the British Isles: Astarte borealis (Schumacher, 1817) (Website des National Museum Wales, Department of Natural Sciences, Cardiff)